# سرزمین اوباش (مجموعه تلویزیونی)
سرزمین اوباش یا سرزمین تبهکاران (به انگلیسی: MobLand) یک مجموعه تلویزیونی درام و جنایی آمریکایی است که توسط رونان بنت ساخته و نوشته شده است. این سریال ابتدا با نام داناوان‌ها شروع شد، داستانی مبدأ برای سریال ری داناوان، به دنبال خانواده داناوان، اما همان‌طور که بیشتر توسعه یافت، دوباره به داستان مستقل خود تبدیل شد. گای ریچی برای کارگردانی برخی قسمت‌های سریال انتخاب شده است. تام هاردی در این سریال نقش هری را بازی می‌کند، یک کارچاق‌کن (جرم) خانواده هریگان به رهبری هلن میرن و پیرس برازنان.
این سریال برای پارامونت پلاس با شوتایم تولید شده و پخش فصل اول آن از ۳۰ مارس ۲۰۲۵ آغاز شد.

## داستان
خانوادهٔ هریگان، یک خانوادهٔ تبهکار لندنی، خود را در نبردی با خانوادهٔ استیونسون می‌بینند که می‌تواند به سندیکاها و زندگی‌شان پایان دهد. هری دا سوزا یک دلال باهوش و توانمند است که توسط خانواده هریگان استخدام شده تا درگیری‌های رو به افزایشی را که امپراتوری آنها را تهدید می‌کند، هدایت و کاهش دهد. با تشدید تنش‌ها بین خانواده‌ها، هری وظیفه دارد از منافع هریگان‌ها محافظت کند و از یک جنگ تمام‌عیار بین باندها جلوگیری کند.

## بازیگران

### اصلی
- تام هاردی در نقش هری دا سوزا، کارچاق‌کن خانواده هریگان
- پیرس برازنان در نقش کنراد هریگان، بزرگ خانواده
- پدی کانسیداین در نقش کوین هریگان، پسر دوم کنراد و میو
- جوآن فروگات در نقش جان دا سوزا، همسر هری و مادر جینا
- لارا پالور در نقش ایزابلا «بلا» هریگان، همسر کوین و مادر ادی
- انسون بون در نقش ادی هریگان، پسر سرکش کوین و ایزابلا
- یاسمین جابسون در نقش زوزیا، کارمند و همکار نزدیک هری
- جف بل در نقش ریچی استیونسون، رهبر مخوف باند رو به رشد استیونسون در جنوب لندن، همسر ورون و پدر تامی
- مندیپ دیلون در نقش سرافینا، دختر کنراد و دخترخوانده میو، و خواهر ناتنی کوین و برندن
- دنیل بتس در نقش برندن، پسر بزرگ کنراد و مایو
- هلن میرن در نقش مائو هریگان، مادر خانواده

### تکرارشونده
- آنتونیو گونزالس گوئررو در نقش کیکو، سرسپردهٔ هری
- لیزا دوان در نقش اوهارا دلانی، وکیل خانواده هریگان
- آنی کوپر در نقش ورون استیونسون، همسر ریچی و مادر تامی
- فلیکس ادواردز در نقش تامی استیونسون، پسر ریچی و ورون
- امیلی باربر در نقش آلیس، دوست جدید جن که در گروه درمانی با او آشنا می‌شود
- الکس فاین در نقش دانی، دشمن هری
- جانت مک‌تیر در نقش کت
- تدی آلن در نقش جینا دا سوزا، دختر هری و جن
- لوک مابلی در نقش دی‌اس فیسک
- جما نایت جونز در نقش دی‌سی موکاسا
- الکس جنینگز در نقش آرچی هاموند، دوست وفادار و مشاور کنراد
- پیتر فردیناندو در نقش والجون، صاحب میخانه
- گرگوار کالین در نقش آنتوان آرلود
- ایتن مورهاوس در نقش هیویی کمپبل، یک مشتری که توسط ادی چاقو خورد
- استیون پیسی در نقش لرد پنوک، پدر ایزابلا و پدرزن کوین
- بردلی ترنر در نقش فردی شاو، دستیار استیونسون
- امت جی. اسکنلان در نقش پاول، یکی از دستیاران هریگان
- آرنولد اوچنگ در نقش اولی دانکر
- سم ملوین در نقش دیوی لانگ آرم
- دین اشتون در نقش دیوی شورت آرم

## قسمت‌ها
| شم. | عنوان                      | کارگردان     | نویسنده                | تاریخ انتشار اصلی |
| --- | -------------------------- | ------------ | ---------------------- | ----------------- |
| ۱   | «چوب یا پیچ و تاب»         | گای ریچی     | رونان بنت و جز باترورث | ۳۰ مارس ۲۰۲۵      |
| ۲   | «پازل جیگسا»               | گای ریچی     | رونان بنت و جز باترورث | ۶ آوریل ۲۰۲۵      |
| ۳   | «نقشه دوم»                 | آنتونی بیرن  | رونان بنت و جز باترورث | ۱۳ آوریل ۲۰۲۵     |
| ۴   | «تله موش»                  | آنتونی بیرن  | رونان بنت و جز باترورث | ۲۰ آوریل ۲۰۲۵     |
| ۵   | «تشییع جنازه برای یک دوست» | دانیل سیرکین | رونان بنت و جز باترورث | ۲۷ آوریل ۲۰۲۵     |
| ۶   | «بلوز آنتورپ»              | دانیل سیرکین | رونان بنت و جز باترورث | ۴ مه ۲۰۲۵         |
| ۷   | «چهارراه»                  | لارنس گاف    | رونان بنت و جز باترورث | ۱۱ مه ۲۰۲۵        |
| ۸   | «هرج و مرج»                | لارنس گاف    | رونان بنت و جز باترورث | ۱۸ مه ۲۰۲۵        |
| ۹   | «ضیافت گدایان»             | آنتونی برن   | رونان بنت و جز باترورث | ۲۵ مه ۲۰۲۵        |
| ۱۰  | «هیولای درون من»           | اعلان‌نشده    | اعلان‌نشده              | ۱ ژوئن ۲۰۲۵       |

## انتشار
مابلند در تاریخ ۳۰ مارس ۲۰۲۵ از پارامونت پلاس پخش شد.

## بازخورد
در وب‌سایت بازبینی جمعی راتن تومیتوز، سریال MobLand بر اساس ۳۷ نقد منتقدان، امتیاز تأیید ۷۶٪ را کسب کرده است. متاکریتیک که از میانگین وزنی استفاده می‌کند، بر اساس نظر ۱۶ منتقد، امتیاز ۵۹ از ۱۰۰ را به این سریال اختصاص داد که نشان‌دهندهٔ نقدهای «مختلط یا متوسط» است.